# RV F.G. Walton Smith
Le RV F.G. Walton Smith est un navire océanographique exploité par la RSMAS-Rosenstiel School of Marine and Atmospheric Science (en) (École Rosenstiel des sciences marines et atmosphériques), une institution académique et de recherche pour l’étude de l’océanographie et des Sciences de l'atmosphère au sein de l’Université de Miami  à Virginia Key en Floride. Il porte le nom de F.G. Walton Smith (en), le fondateur de l'école.

## Historique
Le campus de Virginia Key est situé dans un parc de recherche et d’éducation en mer de 260 000 m2 qui abrite également deux laboratoires de recherche de la NOAA (National Oceanic and Atmospheric Administration) et la Magnet school de la MAST Academy (en).
L'École Rosenstiel, en son sein, exploite le navire de recherche FG Walton Smith qui a été conçu pour répondre aux spécifications de l'école, le catamaran a été mis à l'eau en 2000. Sa construction par le Eastern Shipbuilding (en), à Panama City, a été financé par la Fondation Alex G. Nason Inc. Il accueille, dans ses dix cabines, les 5 membres d'équipage et jusqu'à 14 scientifiques. Il dispose du système de positionnement dynamique pour un maintien à un point précis et de propulseur d'étrave. Il est équipé d'un système spécial de circulation de l'eau de mer pouvant prélever des échantillons. Le laboratoire de bord peut effectuer une analyse chimique de ces échantillons d'eau. Il dispose également de transducteurs pour mesurer les courants océaniques, le profilage du sous-fond et la bathymétrie en eau profonde.
En réponse au déversement de pétrole de la plate-forme Deepwater Horizon, le navire a été réaffecté à la surveillance environnementale des zones touchées et au suivi de panaches de pétrole sous-marins.

## Galerie

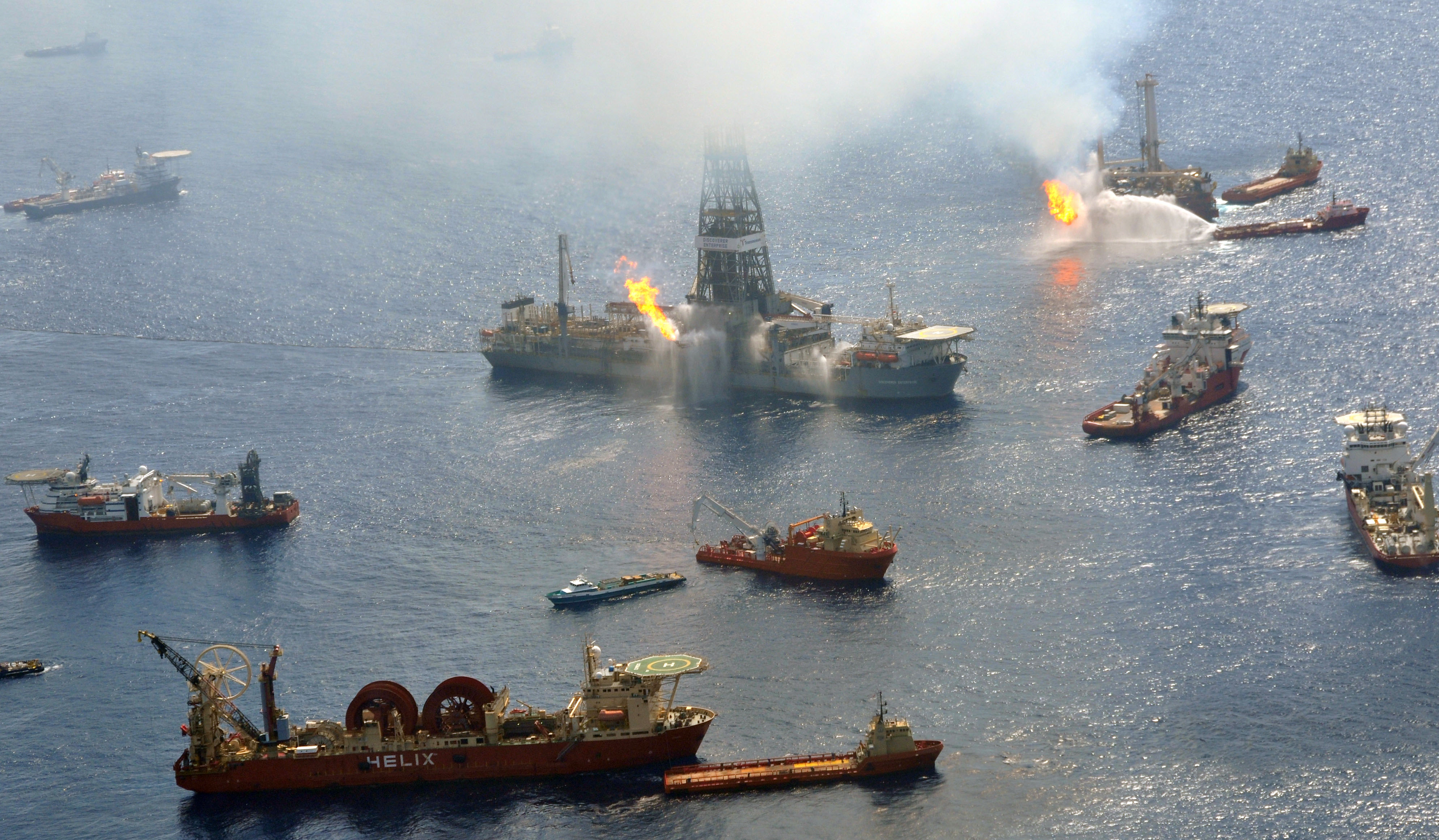
Accident du Deepwater Hirizon
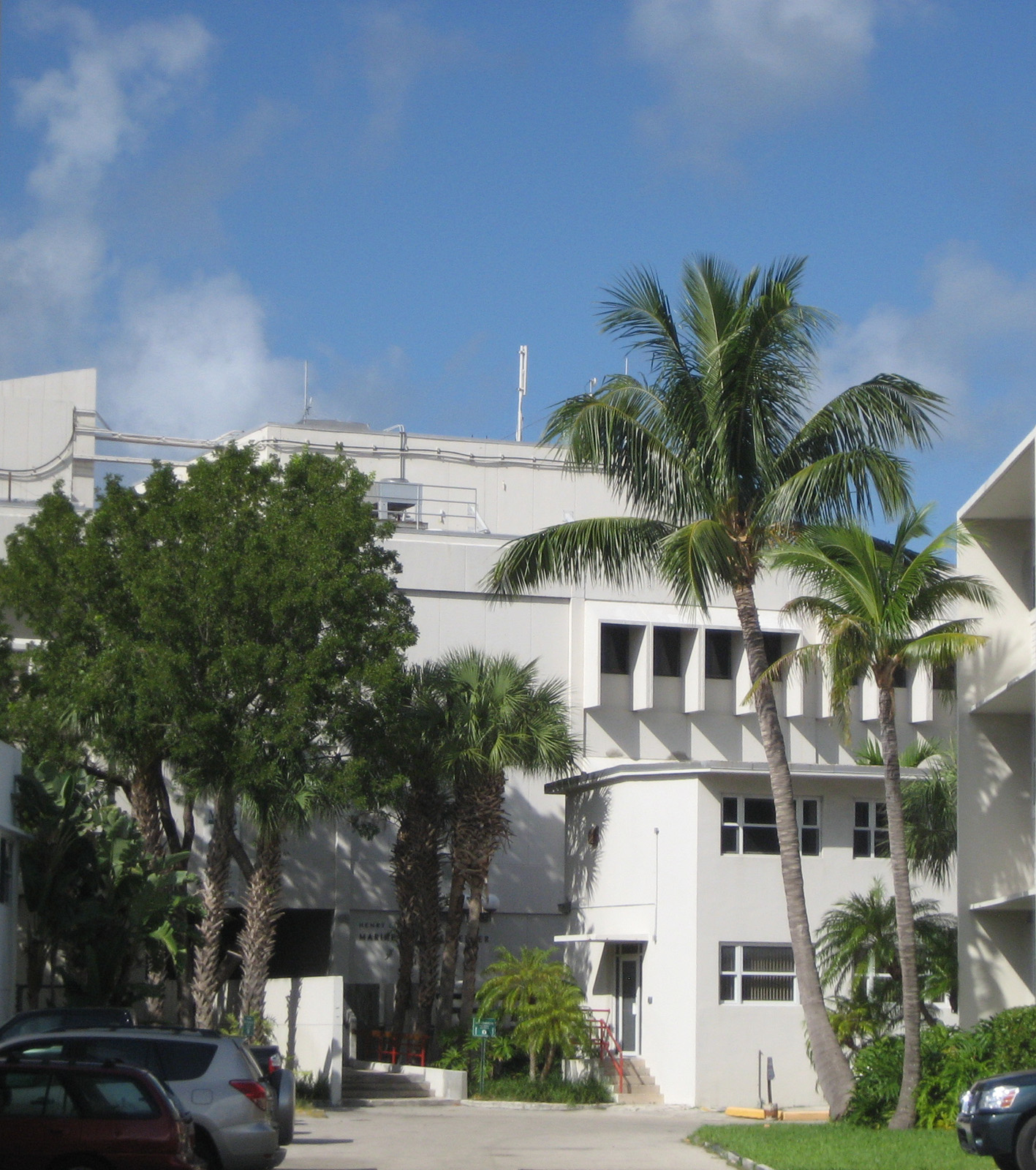
Rosenstiel School of Marine and Applied Science

### Note et référence
1. ↑  Rosenstiel School - Site RAMAS